# قبة أدلر السماوية

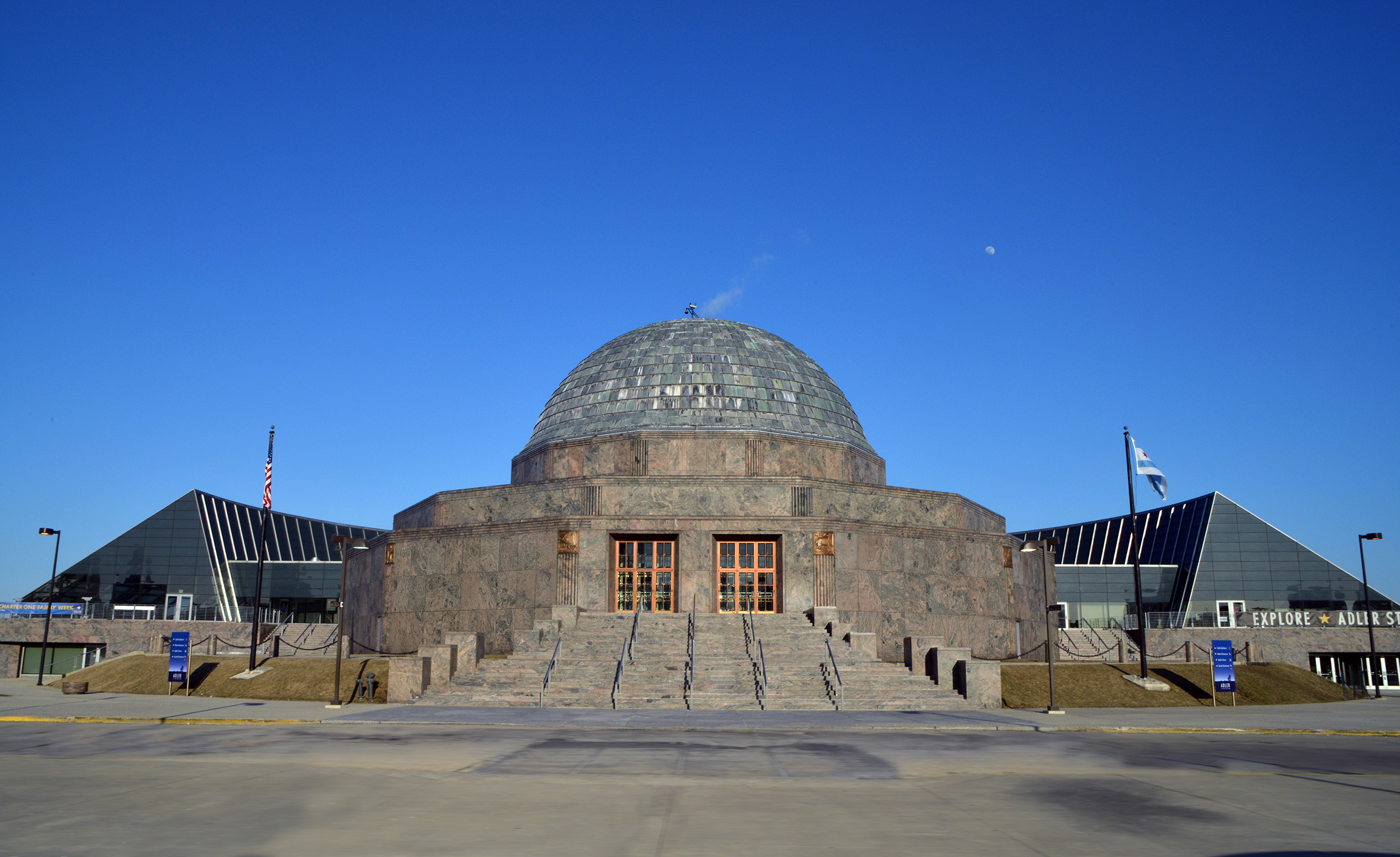
قبة إدلر الفلكية.

قبة أدلر السماوية بلانيتاريوم أدلر  قبة فلكية و هي القبة السماوية الأولى في أميركا وجزء من متحف الحرم الجامعي في شيكاغو وهو متحف عمومي مخصص لدراسة علم الفلك وفيزياء فلكية، يقع في مدينة شيكاغو في الولايات المتحدة. أنشأ المتحف 12 مايو عام 1930  من قبل رجل الأعمال ماكس أدلر. يقع المتحف على الحافة الشمالية الشرقية للجزيرة الشمالية على بحيرة ميشيغين. يعتبر بلانيتاريوم أدلر هو أول قبة فلكية في الولايات المتحدة.

## اقرأ أيضا
- أسطرلاب
- ساعة فلكية
- قبة فلكية
- قبة سماوية